# ベレッタM1951
ベレッタM1951（イタリア語: Beretta M1951）は、イタリアのベレッタ社で設計された自動拳銃。M951、M51、また、ブリガーディア（Brigadier、准将）とも称される。

## 来歴
第二次世界大戦後のイタリア軍は、大戦中の混乱のために非常に多彩な火器を装備していた。これらは使用弾薬からして規格が異なり、兵站上の問題が大きかった。このことから、これらを一括して更新する国産拳銃が開発されることになった。
弾薬としては、当時ヨーロッパで一般的になっていた9x19mmパラベラム弾が選定された。ベレッタ社では、大戦前に9mmパラベラム弾使用の拳銃の開発を検討したものの、大戦勃発にともなって断念していた経緯があり、その計画を再始動するかたちで、1949年よりM1950として試作が開始され、シンプルブローバック式、ジョン・M・ブローニング型のティルトバレル式、ワルサーP38型の独立ロッキング・ラグ式などが試験に供された。その結果、独立ロッキング・ラグ式のものがもっとも優れていると認められ、量産に入ることになった。これが本銃である。

## 設計
全体的な構成は、ベレッタ社が1930年代に開発していた.380ACP弾仕様のベレッタM1934をもとに、9x19mmパラベラム弾に対応してスケールアップしたものとなっている。M1915以来の、スライド上部を切り取ってバレルを露出させるという方式も踏襲された。この方式は、排莢不良が起こりにくいというメリットがある。
上記の経緯より、閉鎖方式としては独立ロッキング・ラグ式が採用された。これは、ワルサーP38を参考にしたもので、バレルが水平にショートリコイルして、バレル下面の降下式ロッキング・ラグにより、スライドとバレルをロックする。この方式は、後のベレッタ 92に至るまで踏襲されることになった。ハンマーは露出式であり、撃発方式としてはシングルアクションが採用された。
安全装置としてはクロスボルト式のものが採用されており、試作型（M1950）ではトリガー後方に付属していたのに対し、本銃ではグリップ上部後方に装備された。この方式は、慣れないと、左右のどちら側に押すと銃が安全な状態になるのかが分かりにくいというデメリットがある。弾倉は伝統的なシングルカラム式で設計された。弾倉を外すためのマガジンキャッチ・ボタンはグリップ下方左側面に配されているが、銃を握った片手で操作できず、両手が必要となるという欠点が指摘されていた。

### 派生型
1963年には7.65x21mmパラベラム弾仕様のものが生産されたほか、1972年には改良型としてM1952も生産された。
また、射撃競技向けの派生型も開発された。まず1957年、エジプト政府の要請を受けてM51/57 ベルハマ（Berhama）が開発された。その後、1971年には、これを元に発展させるとともに民間人でも所有可能なように7.65mmパラベラム弾仕様に変更したM52 スペシャルが開発された。

#### M1951R
ロングバレルとロングマガジンを装備した、M1951のマシンピストルモデル。対テロ作戦部隊用で、装弾数は10発に増えている。
フレーム前部に折畳式のフォアグリップを装備しているが、拳銃の大きさでのフルオート射撃は制御が非常に難しく、また、一瞬で弾を撃ち尽くしてしまうため、高度な訓練を要求される銃となった。後継的な存在であるベレッタM93Rでは、命中精度向上と弾丸節約のため、3点バースト機構に変更されている。

## 配備
M1951は、1951年にイタリア軍で制式化されたほか、警察でも採用された。また、広く輸出にも供され、イスラエル、エジプト、シリア、イラクで採用されたほか、エジプトではヘルワン（Helwan）、イラクではタリク（Tariq）として、それぞれライセンス生産された。